# اس‌تی‌اس-۹۱
اس‌تی‌اس-۹۱ (انگلیسی: STS-91) یکی از ماموریت‌های برنامه شاتل‌های فضایی بود که در تاریخ ۲ ژوئن ۱۹۹۸ از پایگاه فضایی کندی به مقصد ایستگاه فضایی میر پرتاب شد. این ماموریت توسط شاتل دیسکاوری انجام گرفت و آخرین ماموریت شاتل به ایستگاه فضایی میر بود.